# Le Brûlé
Pour les articles homonymes, voir Brûlé.
Le Brûlé est un lieu-dit situé dans les Hauts de la commune de Saint-Denis de La Réunion, entre 600 et 1 000 mètres d'altitude. Sa population est de 2 000 habitants.

## Toponymie
« Terrain brûlé et défriché par le feu ».

## Histoire
Le village a connu son heure de gloire au XIXe siècle et au début du XXe siècle, quand il servait de lieu de « changement d'air », de villégiature, pour les riches familles dionysiennes qui venaient pendant la saison chaude y chercher des températures plus douces. Le village, lieu où la bonne société se retrouve, jouit d'une grande réputation pendant des années - on envisage même d'y construire un téléphérique pour le rapprocher de la ville. Mais il connaît un rapide déclin à partir de la seconde moitié du XXe siècle, d'abord au profit d'autres lieux de « changement d'air » de Saint-Denis (comme le quartier de La Montagne, moins haut et plus accessible), puis en raison des changements d'habitude de la société dionysienne. Quelques cases créoles rappellent ce passé.
Le Brûlé est désormais un « écart » de Saint-Denis un peu délaissé, semi-rural. On y cultive encore les azalées et les camélias. On y trouve une école primaire, avec un centre de lecture, un plateau sportif et quelques rares commerces de proximité. Il est aussi le débouché d'un sentier pédestre qui part 800 mètres plus bas, du quartier de la Providence.
Point de jonction de deux routes en lacets traversant les quartiers de Bellepierre et Saint-François, tous deux situés plus au nord, en contrebas, il constitue un point de passage obligé pour les randonneurs désireux d'effectuer l'ascension de la Roche Écrite : ils abandonnent généralement leur véhicule en un site un peu plus élevé appelé Mamode Camp, où l'on peut pique-niquer.